# Nationaal Front (Zwitserland)
Het Nationaal Front (Duits: Nationale Front, ook wel Schweizerische Frontenbewegung genaamd) was een Zwitserse extreemrechtse partij.
Het Nationaal Front ontstond in de studentenclubs van de Universiteit Zürich. In 1930 werd het NF officieel gesticht en werd Hans Vonwyl tot Gauführer Zürich gekozen. Het NF ontwikkelde zich tot een orthodoxe fascistische beweging (Italiaanse stijl), maar nam ook het racisme over van de Nationaalsocialistische Duitse Arbeiderspartij (NSDAP) van Adolf Hitler. Via de partijorganen Der Eiserne Besen ("De IJzeren Bezem"), Die Front ("Het Front"), e.a. bladen oefende het NF een zekere invloed uit in het kanton Zürich, waar een aantal NF'ers in het kantonnaal parlement werden gekozen. Er werden zelfs NF'ers in de Nationale Raad gekozen.
In april 1933 fuseerden het NF en een andere fascistische beweging, Neuen Front ("Nieuw Front"), tot de Kampfbund Neue und Nationale Front ("Strijdersbond Nieuw- en Nationaal Front"). Spoedig werd echter de naam Nationaal Front aangenomen om daarmee de nieuwe fusiepartij aan te duiden.
Programmapunten van het NF waren: afschaffing van de democratie, invoering van een autoritair staatsbestel, een raciale politiek en Zwitsers nationalisme. De afschaffing van het machtsmonopolie van de FDP (liberale partij) werd binnen het NF ook besproken. Angst voor het communisme speelde binnen het NF ook een grote rol. Overigens waren de doelstellingen van het NF uiterst vaag.
In 1935 forceerde het NF een nationaal referendum met de vraag of Zwitserland een autoritaire staat moest worden. Dit referendum werd ruimschoots verloren door de Frontenbewegung. Daarna kwijnde de beweging weg. In 1939 verloor het NF alle zetels in het parlement van Zürich en aan het begin van de Tweede Wereldoorlog werd het NF (evenals de Communistische Partij van Zwitserland) verboden als "staatsvijandelijk." Robert Tobler, de leider van de beweging zat korte tijd vast omdat hij verdacht werd van spionage.
Hoewel het NF een landelijke beweging was en ook campagne voerde onder Franstalige en Italiaanstalige Zwitsers, lag het zwaartepunt toch in het Duitstalige kantons (voornamelijk Zürich). Er bestonden contacten tussen het NF en een ultranationale Reto-Romaanse beweging.
Naast de NF bestond er nog een grote extreemrechtse Bund nationalsozialistischer Eidgenossen. In tegenstelling tot het NF wilde de nationaalsocialisten aansluiting bij Duitsland. Het Neuen Front was een andere fascistische beweging. Vonwyl was aanvankelijk lid van Neuen Front ("Nieuw Front"), totdat hij in 1930 uittrad en het Nationale Front oprichtte.

## Structuur
Het NF kende aan de top van de beweging een Landesführer, daaronder Gauführers, leiders van Ortsgruppe enz. Omdat het NF veel studenten aantrok kende men ook de leiders van de Hochschulgruppe.

## Leiders van de NF
- Hans Vonwyl (1930-1933?) (Gauführer Zürich)
- Ernst Biedermann (1933-1934)
- Rolf Henne (1934-1938)
- Robert Tobler (1938-1940)